# Kazimierz Malczewski (1882–1940)
Kazimierz Józef Malczewski (ur. 28 lutego 1882 w Przemyślu, zm. wiosną 1940 w Charkowie) – oficer austriacki, major dyplomowany Wojska Polskiego, ofiara zbrodni katyńskiej.
Major dyplomowany intendentury. Syn powstańca styczniowego i zesłańca syberyjskiego Jana Malczewskiego z Dołhinowa i Magdaleny Siwarga de Baldas. Od roku 1906 służył w armii austriackiej. Od 1918 roku w Wojsku Polskim w rezerwie oficerskiej we Lwowie. W roku 1919 intendent 6 Armii Wojska Polskiego. Podczas wojny z bolszewikami w 1920 roku służył w Intendenturze Polowej Naczelnego Dowództwa Wojska Polskiego. Następnie służył w 19 Pułku Piechoty. Od 1927 roku w Departamencie Intendentury Ministerstwa Spraw Wojskowych. Od roku 1934 w stanie spoczynku, w ewidencji PKU Lwów. Podczas wojny polsko-niemieckiej 1939 w Dowództwie Grupy Obrony Lwowa. 
Po wybuchu II wojny światowej, kampanii wrześniowej i agresji ZSRR na Polskę z 17 września 1939 roku został wzięty do niewoli sowieckiej i przewieziony do obozu w Starobielsku. Wiosną 1940 roku został zastrzelony przez funkcjonariuszy NKWD w piwnicy Obwodowego Zarządu NKWD w Charkowie przy pl. Dzierżyńskiego 3 i pogrzebany potajemnie w masowej mogile w Piatichatkach, gdzie od 17 czerwca 2000 roku mieści się oficjalnie Cmentarz Ofiar Totalitaryzmu w Charkowie. Figuruje na Liście Starobielskiej NKWD, pod poz. 2224.
5 października 2007 roku minister obrony narodowej Aleksander Szczygło mianował go pośmiertnie na stopień podpułkownika. Awans został ogłoszony 9 listopada 2007 roku w Warszawie, w trakcie uroczystości „Katyń Pamiętamy – Uczcijmy Pamięć Bohaterów”.